# James F. Wilson

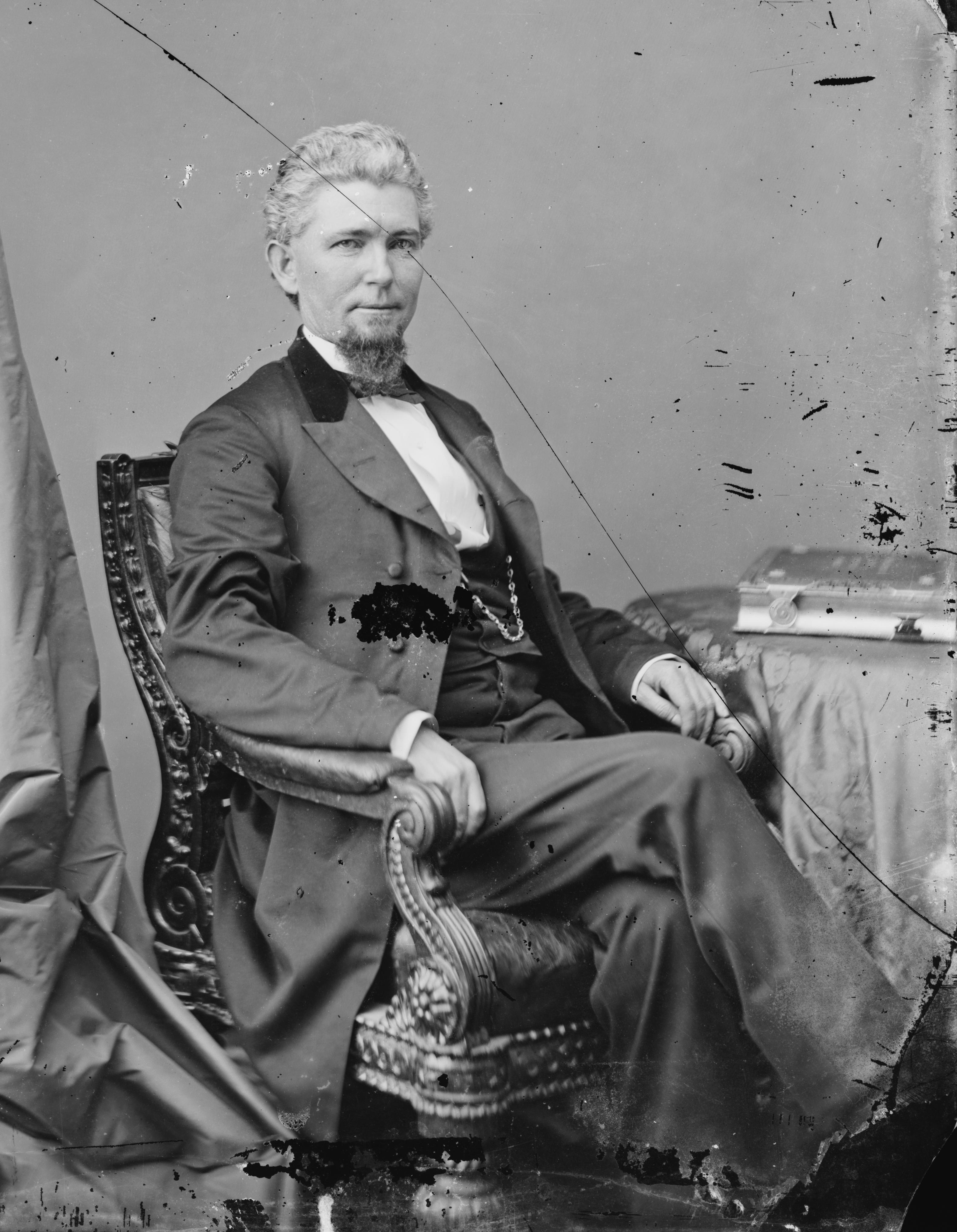
James Falconer Wilson

James Falconer Wilson (* 19. Oktober 1828 in Newark, Ohio; † 22. April 1895 in Fairfield, Iowa) war ein US-amerikanischer Politiker (Republikanische Partei), der den Bundesstaat Iowa in beiden Kammern des Kongresses vertrat.

## Jurist und Staatspolitiker
Nach seiner Schulausbildung studierte Wilson die Rechtswissenschaften, wurde 1851 in die Anwaltskammer aufgenommen und begann in Newark zu praktizieren. 1853 zog er nach Fairfield in Iowa.
Im Jahr 1857 gehörte er dem Verfassungskonvent von Iowa an, ehe seine Laufbahn als Parlamentarier begann. Er war 1857 und 1859 Abgeordneter im Repräsentantenhaus von Iowa sowie Staatssenator von 1859 bis 1861.

## Im Kongress
1861 wurde Wilson als Nachfolger des zurückgetretenen Samuel Curtis ins US-Repräsentantenhaus gewählt. Dort setzte er sich während seiner bis zum 3. März 1869 währenden Amtszeit für die Bürgerrechte ein und zählte zu den Gegnern von Präsident Andrew Johnson. Er wandte sich gegen dessen Veto bezüglich des Civil Rights Act of 1866 und der Reconstruction; während des Amtsenthebungsverfahrens gegen Johnson stimmte er für dessen Amtsenthebung und gehörte zum Stab der Anklage bei den Anhörungen in diesem Fall.
Johnsons Nachfolger als Präsident, Ulysses S. Grant, bot Wilson das Amt des US-Außenministers an; dieser lehnte jedoch ab und wurde stattdessen Regierungsdirektor der Union Pacific Railroad. 1872 kandidierte er erfolglos für den US-Senat; ein weiterer Anlauf war dann aber 1882 von Erfolg gekrönt. Wilson gehörte dem Senat nach einer Wiederwahl vom 4. März 1883 bis zum 3. März 1895 an. In dieser Zeit war er unter anderem Vorsitzender des Bergbauausschusses (Committee on Mines and Mining). Nur wenige Wochen nach seinem Ausscheiden aus dem Kongress verstarb James Wilson in Fairfield.